# Гименофилловые
Гименофилловые (лат. Hymenophyllaceae) — семейство папоротников одноимённого монотипного порядка (Hymenophyllales) класса Папоротниковые (Polypodiopsida). Насчитывают около 600 видов, распространённых практически по всему миру.

## Ботаническое описание

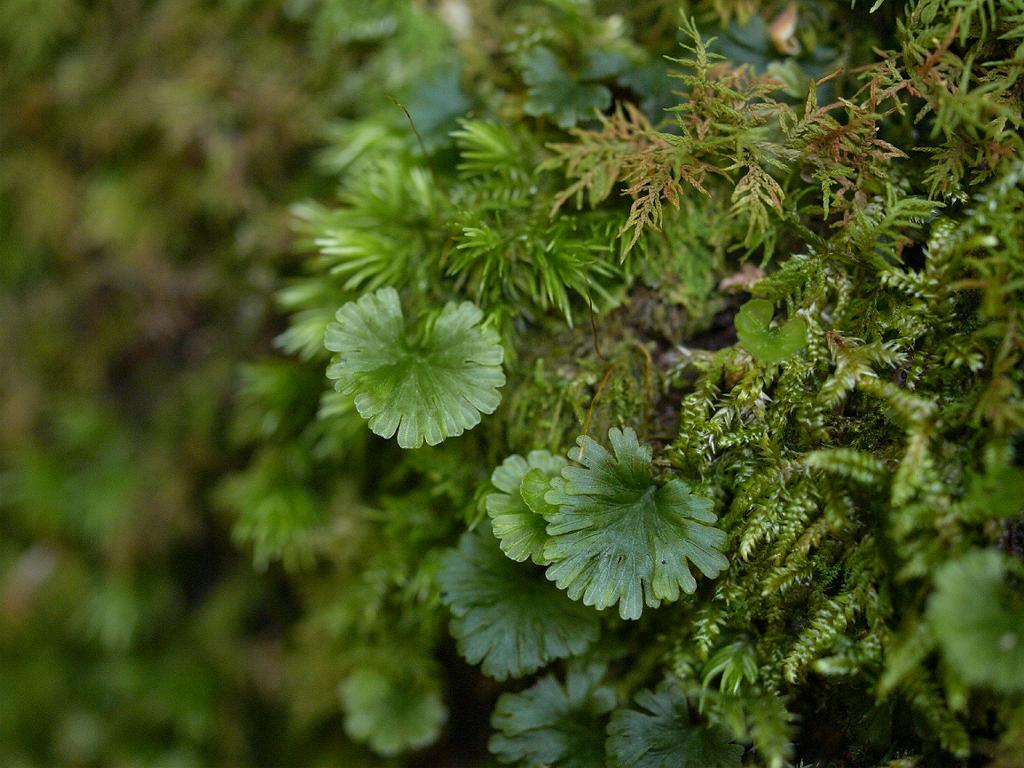
Crepidomanes minutum

Многолетние травянистые растения. Корневища нежные, ползучие или частично прямостоячие, с протостелой. В молодом возрасте листья скручены. Кожистые папоротники получили свое название потому, что их листовая пластинка, кроме жилок, имеет толщину всего в один клеточный слой. Поэтому стомы отсутствуют, а кутикула обычно не развита. Листья гименофилловых лишены устьиц и абсолютно проницаемы для воды.
Другой характерной особенностью является расположение спорангиев, которые всегда расположены на краю листа (маргинальные), а не на нижней или верхней поверхности листа, как у большинства других папоротников. Споры имеют зелёный цвет.
Проталлии всегда лентовидные и однослойные, у многих видов даже разветвлённые нитевидные структуры, напоминающие протонему мхов. В этом отношении представители гименофилловых также отличаются от других папоротников.
Число хромосом может быть x = 11, 12, 18, 28, 32, 33, 34 или 36.

## Распространение и экология

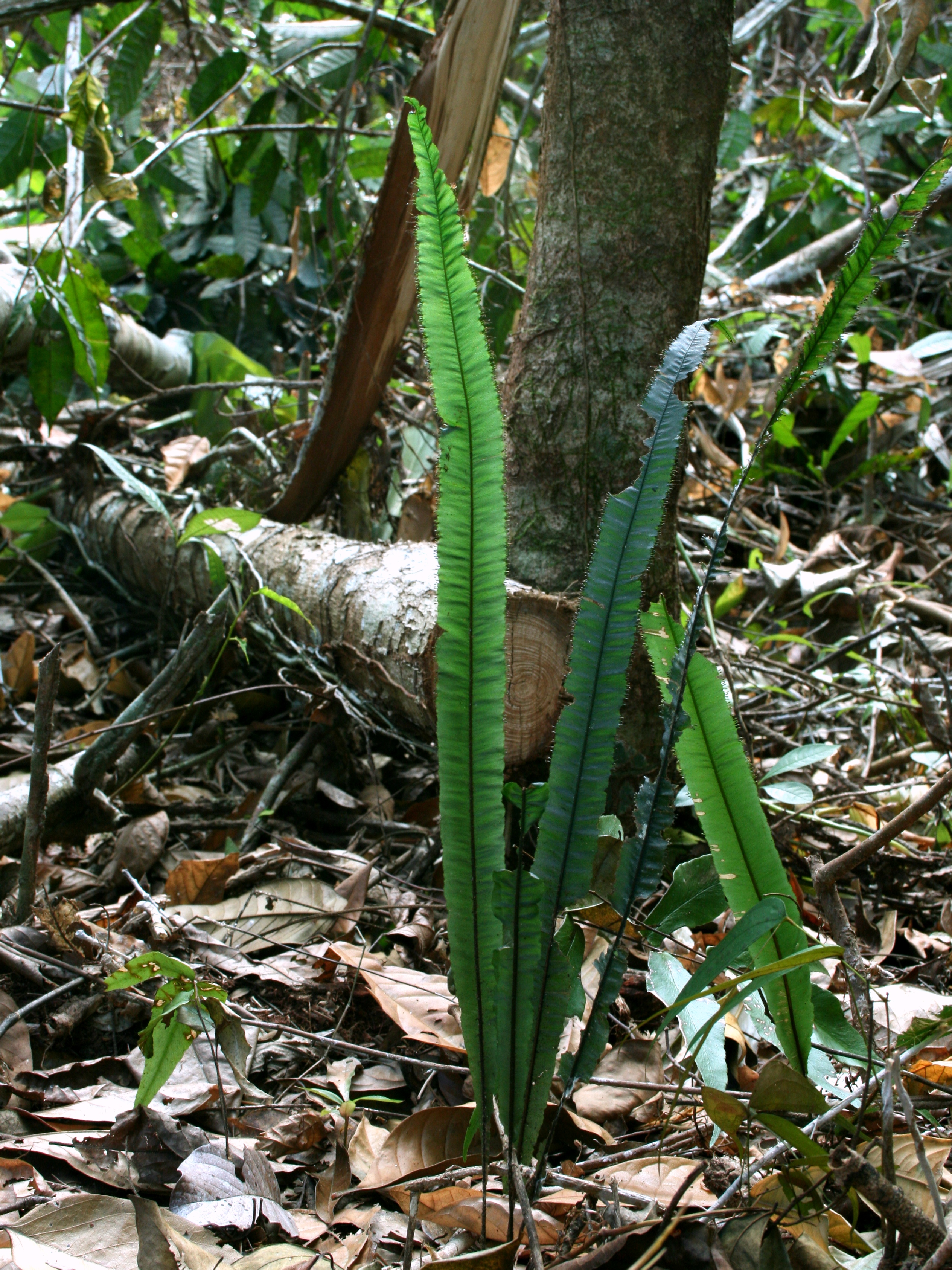
Trichomanes vittaria

В основном встречаются в тропических дождевых лесах. Произрастают как на земле так и эпифитно. В Центральной Европе есть только два вида, которые очень редко встречаются в районах с относительно высоким уровнем осадков во влажных местах. Trichomanes speciosum произрастает в очень бедных светом, глубоких, влажных расщелинах скал из кремнистой породы. Trichomanes speciosum встречается на юге Нижней Саксонии.

## Систематика
Семейство было впервые описано в 1835 году Карлом Фридрихом Филиппом фон Марциусом в книге «Conspectus Regni Vegetabilis Secundum Characteres Morphologicas …, 3 aufgestellt».
Семейство Hymenophyllaceae монофилетическое, разделяется на две основные клады — трихоманоиды и гименофиллоиды, примерно соответствующие двум крупнейшим родам.
Виды семейства Hymenophyllaceae произрастают в умеренных, субтропических и тропических районах Старого и Нового Света. В Китае насчитывается семь родов с примерно 50 видами, 6 из них эндемики. В Северной и Центральной Европе встречаются только два вида семейства Hymenophyllaceae:
- Hymenophyllum tunbrigense (L.) Smith: встречается в Центральной Европе только на Британских островах, в Эльзасе, Люксембурге[5].
- Trichomanes speciosum Willd.: встречается в Германии только в виде относительно малозаметного гаметофита водорослей[5].

В семействе насчитывается около девяти родов и примерно 600 видов.
По состоянию на октябрь 2019 года разделение семейства на роды было спорным. Традиционно признавались только два рода Hymenophyllaceae: (1) Hymenophyllum с двустворчатыми эвольвентами и (2) Trichomanes s.l. с трубчатыми эвольвентами. Последующие классификации предлагали 34 рода (Copeland 1938), 6 родов (Morton 1968), 47 родов (Sermolli 1977) и 8 родов (Iwatsuki 1984). Все эти классификации имели лишь ограниченное региональное признание. Недавние молекулярно-филогенетические исследования действительно показывают два отдельных монофилетических клада довольно одинакового размера, но они лишь приблизительно соответствуют двум традиционным родам. Например, было показано, что традиционные Trichomanes subtaxa Pleuromanes и Cardiomanes принадлежат к «гименофиллоидной» кладе. Чтобы отразить эти последние открытия, Ацуши Эбихара и Кунио Ивацуки в 2006 году пересмотрели таксономию Hymenophyllaceae, поместив все виды «гименофиллоидной» клады в один род Hymenophyllum, а восемь чётких «трихоманоидных» субкладов — в восемь соответствующих родов.